# Audrey Bandiera
Pour les articles homonymes, voir Bandiera.
Audrey Bandiera, née le 15 juin 1994 à Toulouse, est une joueuse de pétanque française. 

## Biographie
Elle joue de la main droite alors qu'elle utilise sa main gauche pour le reste. Elle se positionne en tireuse ou milieu. Elle a remporter des titres avec sa sœur Céline Bandiera.

## Clubs
- ?-2011 : Saint-Martory (Haute-Garonne)
- 2012-2013 : Saint-Alban (Haute-Garonne)
- 2014-2016 : JC Cournon d'Auvergne (Puy-de-Dôme)
- 2017 : Saint-Orens Pétanque Club (Haute-Garonne)
- 2018-2019 : Cazères Pétanque Club (Haute-Garonne)
- 2020-2021 : Pétanque Arlancoise (Puy-de-Dôme)
- 2022-2023 : Ramonville (Haute-Garonne)

## Palmarès

### Jeunes

#### Championnats d'Europe
Championne d'Europe espoirs
- Triplette 2013 (avec Anna Maillard, Morgane Bacon et Anaïs Lapoutge) :  Équipe de France[1],[2]
- Triplette 2015 : (avec Anaïs Lapoutge, Cindy Peyrot et Alison Rodriguez) :  Équipe de France
- Triplette 2016 (avec Caroline Bourriaud, Alison Rodriguez et Cindy Peyrot) :  Équipe de France

### Séniors

#### Championnats du Monde
Finaliste
- Triplette 2009 (avec Anna Maillard, Angélique Colombet et Marie-Christine Virebayre) :  Équipe de France
- Doublette mixte 2023 (avec Dylan Rocher) :  Équipe de France
- Doublette 2023 (avec Nelly Peyré) :  Équipe de France

Troisième
- Tir de précision 2015
- Doublette 2017 (avec Angélique Colombet) :  Équipe de France
- Triplette 2019 (avec Anna Maillard, Sandrine Herlem et Daisy Frigara) :  Équipe de France

#### Coupe des Confédérations
Vainqueur
- Triplette 2014 (avec Sandrine Herlem, Anaïs Lapoutge et Ludivine d'Isidoro) :  Équipe de France

Finaliste
- Triplette 2016 (avec Angélique Colombet, Cindy Peyrot et Alison Rodriguez) :  Équipe de France

#### Championnats d'Europe
Finaliste
- Tir de précision 2014

#### Championnats de France
Championne de France
- Doublette 2013 (avec Céline Bandiera) : Saint-Alban
- Triplette 2014 (avec Ludivine d'Isidoro et Sylviane Ramos) : JC Cournon d'Auvergne
- Doublette 2015 (avec Angélique Colombet) : JC Cournon d'Auvergne
- Triplette 2019 (avec Émilie Vigneres et Cindy Peyrot) : Cazères pétanque club

Finaliste
- Doublette 2018 (avec Émilie Vigneres) : Cazères pétanque club
- Doublette mixte 2019 (avec Rocky Ratqueber) : Cazères pétanque club
- Triplette 2021 (avec Angélique Colombet et Charlotte Roux) : Pétanque Arlancoise[3]

#### Championnats de France des clubs féminins
Vainqueur
- 2012 : Saint-Alban

#### Mondial La Marseillaise
Vainqueur
- 2015 (avec Ludivine d'Isidoro et Angélique Colombet)

#### Millau

##### Mondial à pétanque de Millau (2003-2015)
Vainqueur
- Triplette 2010 (avec Céline Bandiera et Valérie Schmitt)
- Doublette 2012 (avec Agnès Lesaine)
- Doublette 2014 (avec Anna Maillard)

Finaliste
- Triplette 2011 (avec Céline Bandiera et Kassandra Gorini)

#### Passion Pétanque Française (PPF)
Vainqueur
- Triplette 2015 (avec Ludivine d'Isidoro et Angélique Colombet)

Finaliste
- Triplette 2017 (avec Angélique Colombet et Angélique Zandrini)
- Triplette 2020 (avec Angélique Colombet et Sandrine Herlem)